# Langley (Frankrijk)
Langley is een gemeente in het Franse departement Vosges (regio Grand Est) en telt 190 inwoners (2004). De plaats maakt deel uit van het arrondissement Épinal.

## Geografie
De oppervlakte van Langley bedraagt 2,8 km², de bevolkingsdichtheid is 67,9 inwoners per km².
De onderstaande kaart toont de ligging van Langley (Frankrijk) met de belangrijkste infrastructuur en aangrenzende gemeenten.

## Demografie
Onderstaande figuur toont het verloop van het inwonertal (bron: INSEE-tellingen).